# Metryka Friedmana-Lemaître’a-Robertsona-Walkera
Metryka Friedmana-Lemaître’a-Robertsona-Walkera (FLRW) jest metryką Riemanna, która reprezentuje jednorodny, izotropowy Wszechświat (spotykane są jeszcze inne określenia metryki, np. metryka Friedmana-Robertsona-Walkera (FRW) lub metryka Robertsona-Walkera (RW)).
Metrykę FLRW zapisuje się w postaci:
{\displaystyle ds^{2}=dt^{2}-a(t)^{2}[dr^{2}+d_{\text{pm}}(r)^{2}d\Omega ^{2}],}
gdzie {\displaystyle a(t)} jest czynnikiem skali,
{\displaystyle d_{\text{pm}}(r)={\begin{cases}\sin r&{\text{dla}}\quad k>0,\\\sinh r&{\text{dla}}\quad k<0,\\r&{\text{dla}}\quad k=0\end{cases}}}
jest odległością ruchu własnego,
{\displaystyle k} jest krzywizną, {\displaystyle r} jest odległością współporuszającą się, natomiast
{\displaystyle d\Omega ^{2}=d\theta ^{2}+\sin ^{2}\theta d\phi ^{2}}.
Model FLRW nie jest dobrym przybliżeniem rzeczywistego Wszechświata. Dopiero model prawie FLRW, czyli FLRW uzupełniony o zaburzenia gęstości zadowala astrofizyków i jest podstawą kosmologii obserwacyjnej. Nie jest to jednak pełny model Wszechświata, ponieważ związany jest tylko z kształtem lokalnym, a nie globalnym (kształt Wszechświata), ale w wielu rozważaniach jest wystarczający.